# Palu (Fluss)
Der Palu (indonesisch Sungai Palu) ist ein Fluss auf der indonesischen Insel Sulawesi. Er mündet bei der Stadt Palu (Provinz Zentralsulawesi) in die Bucht von Palu. Über seiner Mündung führte bis 2018 Sulawesis älteste Bogenbrücke, die Jembatan Palu IV. Sie wurde nach dem Sulawesi-Erdbeben 2018 von einem drei Meter hohen Tsunami zerstört. Weiter flussaufwärts führt die Hängebrücke Jembatan Gantung über den Palu.

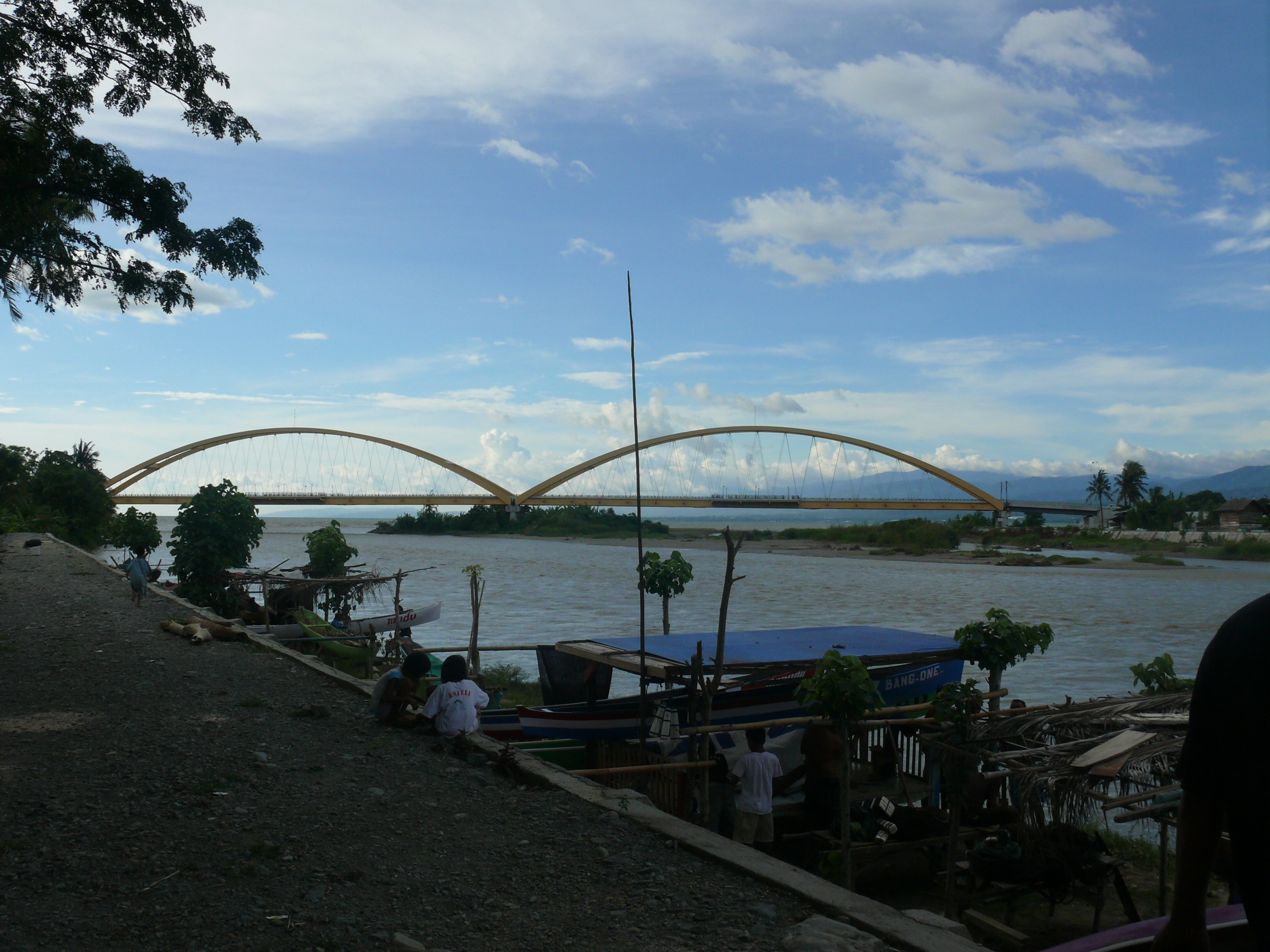
Fischerboote und die 2018 zerstörte Jembatan Palu IV an der Mündung des Palu